# واحه (یمن)
 واحه  به عربی ( الواحَة ) دهستان بزرگی از توابع استان مَحویت در کشور یمن و در شبه جزیره عربستان واقع می‌باشد. 

## جمعیت
دارای ۹۵ خانوار و ۴۵۰ نفر جمعیت می‌باشد. ساکنان این دهستان از اهل سنت و از شاخه شافعی هستند یعنی از پیروان امام محمد ادریس شافعی هستند.

## منبع
- استاد.دکتر: الجرو، سعید، اسمهان، ، (دراسات فی التاریخ الحضاری للیمن القدیم)، دار الکتاب الحدیث، چاپ عدن، ۲۰۰۳ میلادی به (عربی).